# Krypto
Krypto, también conocido como Krypto el Superperro, es un personaje ficticio del universo de DC Comics. Fue creado por Otto Binder y Curt Swan, y apareció por primera vez en Adventure Comics n.º 210, publicado en marzo de 1955. Se trata de un perro blanco, originario del planeta Krypton, el mundo natal de Superman. Krypto fue enviado a la Tierra en una nave experimental como parte de una prueba realizada por el padre de Superman, Jor-El, antes del lanzamiento de la cápsula de su hijo Kal-El. Krypto posee los mismos poderes y habilidades que Superman, producto de su fisiología kryptoniana y de la exposición al sol amarillo de la Tierra. Entre sus poderes se incluyen superfuerza, supervelocidad, invulnerabilidad, vuelo, visión calorífica, visión de rayos X, aliento congelante, superoído y un agudo sentido del olfato. A pesar de ser un perro, su inteligencia es superior a la de un can común, lo que le permite comprender el lenguaje humano y, en algunas versiones, comunicarse de forma limitada.
A lo largo de su historia editorial, Krypto ha sido presentado como la mascota de Superman y, en muchas ocasiones, como compañero de aventuras de Superboy la versión juvenil de Superman. También ha estado al cuidado de otros personajes del universo DC, como Kara Zor-El (Supergirl), Conner Kent (Superboy moderno) y, en versiones más recientes, Jonathan Kent, el hijo de Superman. A lo largo de los años, Krypto ha pasado de ser un personaje secundario de corte entrañable a convertirse en un miembro reconocido del "superuniverso" de DC, representando la lealtad, el heroísmo y el vínculo afectivo entre los superhéroes y sus mascotas. 
Además de sus apariciones en los cómics, Krypto ha sido adaptado en diversas producciones audiovisuales. Entre ellas se destacan la serie animada Krypto the Superdog (2005–2006), dirigida a un público infantil; la película animada DC League of Super-Pets (2022), donde Krypto es interpretado por el actor Dwayne Johnson en su versión original en inglés; y su debut cinematográfico de acción real en la franquicia de medios DC Universe (DCU), aparenciendo en Superman (2025) y en Supergirl: Woman of Tomorrow (2026).

## Krypto en los cómics

### Historial de publicaciones
La primera aparición de Krypto fue en una historia de Superboy en Adventure Comics # 210 (marzo de 1955), y fue creada por el escritor Otto Binder y el artista Curt Swan. Originalmente pensado como un personaje único, el perro atrajo la atención positiva de la audiencia y regresó cuatro números más tarde y se convirtió en un miembro habitual del elenco de Superboy.

### Historia del personaje

#### El Krypto original
En Krypton, la evolución paralela condujo al surgimiento de especies análogas a los gatos, simios, pájaros y perros terrestres, que eran animales de compañía domésticos como lo eran en la Tierra. Como se explicó en su primera aparición, Krypto era originalmente el perro del niño Kal-El mientras estaban en Krypton. Jor-El, probando prototipos para el cohete que finalmente enviaría a Kal-El a la Tierra, decidió usar Krypto como sujeto de prueba. Sin embargo, el cohete de Krypto se salió de su curso; el cohete viajó por el espacio durante años hasta que finalmente aterrizó en la Tierra, donde Krypto se reunió con el superhéroe ahora adolescente, Superboy. Debido al medio ambiente (el sol amarillo de la Tierra y la menor gravedad), Krypto poseía los mismos poderes y habilidades que su amo, aunque sus habilidades físicas eran proporcionales a su tamaño y especie más pequeños, similar a un perro común contra un humano. Ciertas habilidades sensoriales de Krypto (los sentidos del olfato y el oído) serían más agudas que las de Supermán, al igual que los sentidos de un perro ordinario serían más agudos que los de un humano ordinario. Krypto también tenía inteligencia supercanina (aproximadamente a nivel humano, aunque con sus rasgos e intereses caninos todavía presentes); los cómics expresaron esto mediante el uso de globos de pensamiento que indicaban lo que estaba pensando Krypto.
Krypto fue dibujado como un perro blanco de pedigrí genérico. Las primeras apariciones del personaje en los cómics generalmente presentaban expresiones faciales antropomórficas exageradas; estos fueron reemplazados en apariciones posteriores por una cara canina más genérica. Cuando luchaba contra el crimen, Krypto usualmente usaba un collar dorado, un facsímil en miniatura del famoso símbolo "S" de Supermán para una placa de identificación, y una versión del tamaño de un perro de la capa de Supermán. Siempre que estaba en la Tierra y quería aparecer como un perro "ordinario", Krypto simplemente se quitaba el collar y la capa adjunta, y se lo volvía a poner cuando era necesario. En una historia, le regalaron un collar que contenía una capa retráctil dentro del collar que se podía desplegar u ocultar presionando un botón en el collar.
Cuando no acompañaba a Superboy / Supermán, Krypto pasó gran parte de su tiempo retozando por el espacio; mientras estuvo en la Tierra, sin embargo, se quedó con la familia Kent, haciéndose pasar por su perro mascota, "Skip". En esa identidad, sus guardianes le aplicaron un parche de tinte marrón en la espalda para un disfraz que Krypto podía quemar con su visión de calor cuando se vestía; más tarde, los Kent idearon un aplicador de tinte activado por cordón y otros métodos que Krypto podría usar para cambiar a "Skip" y regresar sin ayuda.
Krypto tenía la distinción de pertenecer a dos organizaciones de superanimales: la Legión de Super-Mascotas del siglo 30 y la Agencia de la Patrulla Canina Espacial. Después de la renovación de Supermán en 1971 por el editor Julius Schwartz, Krypto no apareció durante varios años. El personaje regresó sufriendo amnesia en una historia de respaldo de Green Arrow de 1974 en Action Comics # 440 y 441. Su memoria fue restaurada en 1975 en Superman # 287. Cuando se le preguntó en una entrevista de 2006 por qué "liberó a Krypto de la perrera del limbo", el escritor Elliot S. Maggin dijo: "Un hombre necesita un perro. Un superhombre necesita un superperro".
Krypto tuvo su propio artículo en The Superman Family # 182 (marzo-abril de 1977) al # 192 (noviembre-diciembre de 1978) y fue escrito por Bob Toomey.
En la final (no canónico) antes de la pre-Crisis de Supermán, ¿Qué le pasó al hombre del mañana? de Alan Moore, Krypto sacrificó su vida para salvar a Supermán mordiendo la garganta del Hombre Kryptonita. El villano murió, pero Krypto fue irradiado por él y también murió.
En Superboy N.º 126 (enero de 1966) se publicó el "Árbol Familiar de Krypto"; el padre de Krypto se llamaba Zypto, su abuelo Nypto y su bisabuelo Vypto.

#### El Krypto moderno

##### Krypto del universo de bolsillo
Después de la serie limitada Crisis on Infinite Earths de 1985-1986, la historia de Supermán se reescribió extensamente, eliminando inicialmente a todos los demás sobrevivientes de Krypton en la versión revisada de su origen, incluido Krypto, para volver a hacer válida la premisa de que Supermán era verdaderamente el "Último Hijo de Krypton".
Finalmente, Krypto en varias formas fue reintroducido en el mito de Supermán, siendo el primero esencialmente una copia exacta del Krypto anterior a la crisis que existía en un universo de bolsillo creado por Time Trapper. En esta historia temprana de Post-Crisis, Supermán se encontró en este universo de bolsillo en el cual, similar al Pre-Crisis Tierra Prima de Superboy Prime, su contraparte adolescente era el único superhumano en la Tierra. Combatiendo las fuerzas genocidas de los tres criminales de la Zona Fantasma, este Superboy alternativo también tenía una contraparte inteligente de Krypto, quien heroicamente sacrificó sus poderes por su maestro para proporcionarle kryptonita de oro para derrotar a su enemigo. Esta era la misma realidad de bolsillo de la que se originó la Supergirl "Matrix".

##### Krypto y Bibbo
El segundo Krypto moderno era un pequeño perro mascota blanco, rescatado y más tarde nombrado por Bibbo Bibbowski. Originalmente, Bibbo había querido nombrar al perro "Krypton" en honor al planeta natal de Supermán. Sin embargo, el grabador de la placa de identificación (sabiendo que Bibbo había ganado recientemente la lotería) dejó caer intencionalmente la letra "n" ("Seis letras o menos por 1 dólar"), por lo que estaba tratando de obtener más dinero de Bibbo; Bibbo enojado se negó a obedecer y cambió el nombre del perro a "Krypto". Poco después, el perro encontró a dos niños pequeños que habían estado atrapados en un refugio antiaéreo durante un mes después de la pelea de Supermán con Doomsday. Los niños estaban muy desnutridos y deshidratados, pero se supo que sobrevivirían y se recuperarían. Esto le dio a Supermán la idea de explicar la larga ausencia de Clark Kent organizando un rescate fingido de una situación similar.
Krypto fue adquirido más tarde por el moderno Superboy; sin embargo, esta versión de Krypto era un perro terrestre ordinario sin superpoderes, y el perro y Kon-El no se llevaban bien. Durante un tiempo, los amigos de Krypto fueron el agente Rex Leech, la hija de Rex, Roxy, el ser de la raza genéticamente modificada en Cadmus llamada "DNAliens" conocida como Dubbilex, y la reportera de televisión Tana Moon. Krypto se involucró en muchas de las aventuras de Superboy. El perro finalmente fue eliminado de la serie, permaneciendo en Hawái cuando Superboy regresó al Proyecto Cadmus. Los amigos de Superboy creían que estaba desaparecido y Krypto quedó al cuidado de una vecina que le agradaba, una joven llamada Hillary. Después de Superboy # 69 de esa serie, el perro se fue a vivir a Cadmus. Krypto, una criatura llamada Grokk la Gárgola Viviente, y un DNAlien llamado Angry Charlie, iniciaron un levantamiento contra la Agenda, un consorcio malvado que estaba influyendo en Cadmus en ese momento. Después de luchar contra un DNAlien llamado Gene-gnome, Krypto nunca fue visto de nuevo, su última aparición en Superboy # 74.

#### El perro de Krypton
La tercera y más familiar versión de Krypto se introdujo a principios de la década de 2000 en la historia de los cómics de Supermán Return to Krypton, como un perro de un Krypton falso e idealizado (que casualmente se parecía al Krypton de pre-Crisis) que fue creado como una trampa por Brainiac 13. Supermán pudo vencer la trampa, y cuando regresó a la Tierra, Krypto lo siguió.
Esta nueva versión de Krypto tiene todas las habilidades físicas de su predecesor anterior a la Crisis, pero con un intelecto canino normal. Inicialmente, esto causaba muchos problemas a su nuevo maestro cuando, por ejemplo, arañaba una puerta para indicar que quería salir y sin querer arrancaba grandes trozos de la puerta con su superfuerza, o infligía graves daños corporales cuando combatiendo a los villanos (ya que Krypto muerde como lo haría un canino normal, solo que sin tener cuidado con su superfuerza). Como resultado, Krypto está durante algún tiempo encerrado en la Fortaleza de la Soledad bajo el cuidado de uno de los robots de Supermán. Este robot está programado para emitir el olor del verdadero amo del perro. Supermán ha hecho todo lo posible para entrenar al perro, y ahora ocasionalmente acompaña al Hombre de Acero en misiones. Batman nunca pierde la oportunidad de burlarse de Krypto cuando Batman y Supermán no se ven cara a cara.
Krypto opera por su cuenta durante un corto período de tiempo, ayudando cuando los desastres sacudieron el planeta debido a los planes del invasor Imperiex. Se le muestra rescatando a personas en peligro de extinción.
En el arco de la historia de "Hush", Batman usa a Krypto para rastrear el paradero de Hiedra Venenosa después de que ella usa el lápiz labial de kryptonita para controlar a Supermán. También parece que a Krypto le ha gustado mucho Catwoman, para su inmenso disgusto.
Krypto es parte de la fuerza de rescate reunida al final de la historia de Superman/Batman "Public Enemies" (# 1-6). Pensando que Batman y Supermán necesitaban ser rescatados del presidente Lex Luthor, un pequeño equipo de superhéroes, que incluye héroes como Superboy, Nightwing y Robin, invaden la Casa Blanca. Krypto destruye parte de los pisos superiores mientras somete a algunos agentes del Servicio Secreto.
Krypto tiene una reacción sorprendentemente violenta hacia Kara Zor-El cuando la encuentra por primera vez. El perro se encuentra con la niña mientras exploraba la Fortaleza de la Soledad y ataca, llegando a usar su visión de calor y otros ataques potencialmente letales. Batman, que desconfiaba de Kara en ese momento, señaló esto como un argumento de que Kara podría no ser quien dice ser cuando dice "¿No te molesta en absoluto que el perro la odie?" La respuesta de Supermán fue "Su trabajo es proteger la fortaleza mientras está aquí. Además... el perro odia a todo el mundo".
Algún tiempo después, Supermán dejó a Krypto al cuidado de Superboy, diciendo que los espacios abiertos de Smallville eran un lugar mejor para el perro y que a Superboy le vendría bien un amigo (como se muestra en Teen Titans vol. 3, # 7). Su relación tuvo un comienzo inestable, no ayudó el hecho de que Krypto metiera a Superboy en problemas con la superheroína Starfire por destruir su jardín alienígena.
Sin embargo, poco a poco han desarrollado una estrecha amistad, en la que Krypto voluntariamente hace todo lo posible para proteger a Conner. Un ejemplo de esta lealtad fue la rápida defensa de Krypto de Conner de un enfurecido Superboy-Prime. Mordió a Superboy-Prime en el hombro. Aunque Krypto resultó herido con un puñetazo que lo envió rebotando por la calle principal de Smallville, esto solo fortaleció su relación con Conner. Desafortunadamente, Superboy muere en la batalla mientras destruye una torre de influencia multiverso que Superboy-Prime ayudó a construir.
Krypto hace una breve aparición en JLA # 87. La entidad conocida como Fernus se hizo cargo de la mente y el cuerpo de Detective Marciano. Krypto está influenciado telepáticamente y usa a Átomo como un juguete para masticar. Ray y la Liga son salvados por John Stewart y sus heridas son curadas por Flash.
Más tarde, es influenciado mentalmente por una armada alienígena dirigida por el villano espacial Despero. Esto se ve en Superman/Batman # 32 (marzo de 2007). Junto con otros héroes terrestres influenciados por orígenes alienígenas, Krypto ataca a Supermán y Batman después de una reunión en Metrópolis. Los dos héroes titulares neutralizan la amenaza alienígena, liberando las mentes de todos los afectados.

##### Un año después
Action Comics # 850 presenta la última revisión del origen de Supermán, que contiene muchos retcons sutiles de Superman: Birthright, la última revisión importante de la continuidad de Supermán. La versión actual indica que Krypto era de hecho el perro de la familia El del verdadero Krypton (como en la Edad de Plata), mostrando un perro blanco idéntico presente en el nacimiento de Kal-El. Aunque Action # 850 no se ocupa de los detalles de cómo este perro fue enviado a la Tierra o cuándo llegó (Krypto no se muestra claramente en ninguna de las breves escenas de la infancia de Clark), los números posteriores del título de Supermán han contenido referencias a Krypto estar cerca cuando era "joven". Ambas inclusiones retconaron el origen del Krypto actual proveniente de un Krypton sucedáneo y debutando durante la edad adulta de Supermán.
Algún tiempo después, un artículo de respaldo en Action Comics Annual # 11, escrito por Geoff Johns, finalmente aclaró los detalles del origen de Krypto en la "Nueva Tierra": "El canino kryptoniano de la Casa de El, Krypto fue enviado en un pequeño prototipo de cohete creado por Jor-El. Perdido durante años, Krypto fue finalmente encontrado y rescatado por Clark cuando era un niño". Este retcon trae el Krypto moderno casi idénticamente en línea con la versión original de Edad de Plata.
Krypto desaparece durante más de un año después de la muerte de su anterior propietario Conner Kent, pero Supermán no puede dedicar mucho tiempo a buscarlo, ya que él mismo ha estado sin poderes durante gran parte de ese tiempo. Krypto responde a la llamada del reloj de señales improvisado de Jimmy Olsen y regresa. Krypto se apresura a defender a Jimmy, quien junto con Supermán son atacados y resultan gravemente heridos. Jimmy lleva a Krypto de regreso a su apartamento y cuida al perro herido para que recupere la salud. Más tarde, Supermán decide dejar que Krypto se quede con Jimmy cuando se da cuenta de que Krypto siempre ha preferido la compañía de personas más jóvenes, como él mismo de niño y Kon-El. Jimmy le da a Krypto la identidad secreta de "Pal", una obra de teatro sobre el título de Superman's Pal Jimmy Olsen.

##### Más tranquilo
Durante la historia de Green Lantern Guerra de los Sinestro Corps, Robin solicita la ayuda de Krypto para luchar contra Superboy-Prime, quien ha regresado a la Tierra como parte del Sinestro Corps. Bajo el mando de Robin, Krypto ataca a Prime con furia salvaje que daña la armadura de Prime, pero desafortunadamente es derrotado, aunque les da a los héroes el tiempo suficiente para que Supermán, Power Girl y Supergirl se unan a la lucha.
Durante la batalla de Supermán con el villano Atlas, y después de que Atlas incapacita a héroes como Steel y Bibbo Bibbowski, Atlas lamenta no haberse enfrentado a un oponente digno. En ese momento, Krypto emerge jurando "lastimar a este" porque "ama al hombre" (Supermán). Krypto demuestra ser más que un rival para Atlas, revelando la naturaleza mágica de Atlas a Supermán. Esta es la primera y única historia que muestra exactamente lo que Krypto 'piensa', y aunque está traducida para los lectores, Krypto 'habla' de una manera simplista con un inglés roto, rara vez usando pronombres. Esta historia también se centra en cómo Supermán le ha enseñado a Krypto a ser mucho más tranquilo y comportarse bien; Supermán le asegura a Lois que Krypto también la ama. Tras la muerte de Pa Kent y el ataque de Brainiac a la granja familiar, Krypto llega al primer escalón de la Granja Kent para proteger a Martha Kent y brindarle compañía. Un clon de Krypto hecho por Cadmus apareció en Power Girl.
Geoff Johns detalló el papel de Krypto en Adventure Comics. El personaje aparece junto al resucitado Conner Kent como su compañero y compinche, con una relación mucho más amistosa que antes de la muerte de Connor.
Krypto es fundamental para ayudar a Connor Kent a escapar de los efectos de un anillo de poder de Black Lantern. Más tarde participa en la batalla final contra el Black Lantern Corps. El canino se ve de nuevo viviendo tranquilamente en la granja de Kent, sentado junto a Martha.

#### The New 52
En septiembre de 2011, The New 52 reinició la continuidad de DC. En esta nueva línea de tiempo, Krypto aparece como un perro normal sin poderes sobre Krypton. Se menciona un fantasma de perro blanco que protege a Clark Kent. En Action Comics # 5 (marzo de 2012), durante los momentos finales de Krypton, Jor-El intenta salvar a su familia abriendo un portal a la Zona Fantasma, cuando de repente los encarcelados intentan escapar. Krypto defiende con valentía a la familia pero es absorbido por la Zona, mientras que el bebé Kal-El muestra angustia por perder al perro.
El ahora adulto Supermán redescubre a Krypto en Action Comics # 13 (diciembre de 2012) después de que el primer habitante de la prisión lo llevara a la Zona Fantasma. Al final de la historia, Supermán puede traer a Krypto de regreso a la Tierra. Con Krypto en estado crítico, Supermán se apresura a la plataforma de observación, exponiendo a Krypto a la radiación del sol. Luego, Krypto se cura a un ritmo acelerado y él lo consuela. La rápida curación revela que el perro ha desarrollado superpoderes al igual que Kal-El, Kon-El y Kara Zor-El.
En Superboy # 24, se muestra a Krypto luchando contra osos polares en el Ártico antes de decidir unirse a Superboy y Doctor Psycho en la lucha contra H.I.V.E. Superboy es noqueado por Psico-Pirata, con Krypto a su lado.
Más tarde, la amenaza de Warworld se cierne sobre la Tierra. Batman y Supermán son chantajeados para que recluten miembros de su 'clan' y aparece Krypto. Se le muestra lloriqueando después de la mención de Superboy, quien se sospecha que está muerto. Krypto ayuda a Supermán y Supergirl a luchar contra varios grupos de rivales de Warworld, como una táctica dilatoria para salvar la Tierra de la destrucción. Gracias a los esfuerzos secretos de Steel y Batgirl, ningún inocente resulta herido.
Supermán se enferma y se encarcela voluntariamente. Batman recluta a Krypto en una misión a la Zona Fantasma en un intento de encontrar una cura; en cambio, encuentran algo extremadamente peligroso.

#### DC Rebirth
En DC Rebirth, se restaura la historia previa de Supermán antes de The New 52. Krypto se ve en la continuidad de DC Rebirth, como el perro de la familia de Supermán, Lois y su hijo Jon. Su cuello está hecho con el cinturón de un viejo uniforme de Supermán de la Fortaleza de la Soledad, como regalo de Jon.
Más tarde, Krypto es visto como un compañero leal de Supergirl.
La publicación anual Superhijos de 2017 explora la amistad de Krypto con varios super-animales, como Titus, Batcow, Streaky y Detective Chimp.

## Poderes y habilidades
Al igual que otros kryptonianos expuestos a la radiación de un sol amarillo, Krypto posee una gama de superpoderes comparables a los de Superman. En su encarnación original, anterior a la saga de Crisis en Tierras Infinitas, Krypto compartía todas las habilidades de un kryptoniano adulto, aunque adaptadas proporcionalmente a su tamaño y naturaleza canina. Entre ellas se incluyen superfuerza, invulnerabilidad, vuelo, visión calorífica, visión de rayos X, visión telescópica y microscópica, aliento helado, supervelocidad y superoído.
A diferencia de Superman, Krypto también demostraba capacidades sensoriales naturales propias de los perros, como un olfato y una audición aún más agudos, superando incluso los sentidos sobrehumanos del Hombre de Acero en esos aspectos. Además, Krypto poseía una inteligencia supercanina, equivalente aproximadamente a la humana, aunque conservando rasgos e intereses propios de su especie. En los cómics de esta etapa, se representaba su pensamiento mediante globos de pensamiento que permitían al lector conocer su razonamiento y emociones complejas.
En las versiones posteriores a la crisis y en su encarnación moderna, Krypto conserva esencialmente los mismos poderes físicos, aunque su inteligencia ha sido representada de forma más cercana a la de un perro normal. Sin embargo, sigue mostrando una comprensión notable del lenguaje humano y una capacidad avanzada para tomar decisiones autónomas, como se evidencia en la historia de Atlas, en la que actúa por propia iniciativa para proteger Metrópolis tras identificarlo como el deber de Superman. En esta ocasión, Krypto incluso enfrenta al villano motivado por lealtad personal hacia su amo y un sentido del deber asumido.

### Equipo
En cuanto a equipamiento, Krypto suele aparecer con una capa roja similar a la de Superman, que a veces incluye el escudo de la "S" de la Casa de El. En algunas versiones, también lleva un collar con el emblema kryptoniano o tecnología de comunicación, dependiendo del contexto narrativo.

## Otras versiones
- En la historia de Elseworlds, LJA: El clavo, Krypto es un producto temprano de un experimento para empalmar ADN kryptoniano con criaturas terrestres. Tiene un ojo enorme y distendido y pseudópodos que emergen de su espalda, creando un parecido con Starro.[41]
- En DC One Million, Krypto es un clon del original y líder de la Legión de Familiares Ejecutivos en el siglo 251. Sus poderes kryptonianos se han incrementado al noveno poder.[42]
- Un Krypto superpoderoso con un temperamento canino apareció en All-Star Superman # 6.[43]
- Krypto se puede ver brevemente en la historia de DC Elseworlds Superman: hijo rojo en la Fortaleza de la Soledad.[44]
- Krypto aparece en una serie limitada basada en Krypto, el superperro[45] así como en un número de Superman Adventures.[46]
- Krypto aparece en DC Super Friends # 14 como miembro del equipo inspirado en animales llamado para salvar el día en que todos los humanos en la Tierra están inmovilizados.[47]
- La Edad de plata Krypto es uno de los "fantasmas" en el restaurante vacío "Planet Krypton" en The Kingdom: Planet Krypton #1.[48]
- Un robot llamado Krypto, similar a Kelex, aparece en la historia de Elseworld Superman: Last Son of Earth.[49][50]
- En el universo Flashpoint, los restos esqueléticos de Krypto se ven en un búnker subterráneo del gobierno, etiquetado como Sujeto 2.[51] En un flashback, el Sujeto 2 se muestra con el joven Kal-El, pero se separa después de que Kal no logra apaciguar al gobierno. Más tarde, Sam Lane recorre a Lionel Luthor y su hijo, Lex, para ver a un Krypto cautivo. Neil Sinclair le da al Sujeto 2 energía para liberarse y atacar, matando a los guardias y atacando a Lex. El sujeto 2 es asesinado por soldados con una pistola de kryptonita.[52]
- En la precuela de Injustice: Dioses entre nosotros, Krypto aparece en el capítulo catorce del Año Tres, como parte de las visiones de Supermán de cómo podría haber sido su vida.
- Krypto aparece en Tiny Titans y Superman Family Adventures de Art Baltazar y Franco Aureliani. Aunque sus apariciones anteriores en Tiny Titans lo han diseñado como un cachorro, parece mayor, más alto y con ojos azules en números posteriores y en Superman Family Adventures.

## En otros medios

### Televisión
- La primera aparición de Krypto fuera del mundo de los cómics fue como un compañero de Superboy en The Adventures of Superboy, un segmento ocasional en la caricatura de televisión de 1966 The New Adventures of Superman.
- Universo animado de DC Comics
  - Una escena del episodio de Batman: la serie animada "Deep Freeze" tenía un grupo de juguetes robóticos que parecían personajes de cómics clásicos; estos incluyen Bati-duende, Mister Mxyzptlk, Streaky, el Supergato y Krypto.[53]
  - Krypto apareció como un simple cachorro en Krypton en el primer episodio de la década de 1990 Superman: la serie animada, "El Último Hijo de Krypton: Parte 1", aunque no se le menciona. En el episodio "El mundo de Bizarro", Bizarro entra en la Fortaleza de la Soledad y libera una cantidad de animales alienígenas que se mantienen allí, incluida una violenta criatura reptiliana que Bizarro considera que es su "Krypto" (Bizarro Krypto), y ambos se encariñaron mutuamente.
  - En el episodio "Para el hombre que tiene todo" de Liga de la Justicia Ilimitada, Krypto aparece en el sueño de Supermán como una mascota del hijo imaginado Van-El. Debido a que el sueño se establece en Krypton, se representa a Krypto como si no tuviera poderes o disfraces, pero de lo contrario se parece a la mayoría de las versiones del personaje.[54]
- En abril de 2005, Cartoon Network debutó con Krypto en su propia serie Krypto el Superperro[55] con Krypto con la voz de Samuel Vincent. La serie lo ve en equipo con sus superhéroes animales Streaky, el Supergato, Dog Star Patrol y Ace, el Bati-sabueso. En esta serie, Krypto vive con un joven llamado Kevin en un suburbio de Metrópolis, y lucha contra el crimen contra varios enemigos, incluido un cyborg felino llamado Mechanikat y sus agentes felinos (incluido su compañero, el genio malvado alienígena gatito Snooky Wookums), las hienas mascotas de Joker, Bud y Lou, las aves entrenadas del Pingüino (Artie the Puffin, Griff el Buitre, Waddles the Penguin), el gato de Catwoman, Isis, y la iguana verde de Lex Luthor, Ignacio. Esta versión de Krypto comparte el origen de la versión original de cómic de Krypto, que fue lanzada por Jor-El de Krypton en un giro similar a los acontecimientos, pero no llegó hasta después de que Supermán ya había crecido. De lo contrario, el espectáculo es una interpretación original creada solo para esta serie y no se basa en ninguna de las versiones anteriores de cómics. Un cambio notable del original es que este Krypto puede hablar, al igual que todos sus otros amigos animales y enemigos, y puede ser comprendido por su cuidador, Kevin, a través del uso de un traductor implantado en el oído. En esta continuidad, Supermán sabe muy bien acerca de la existencia de Krypto, pero decidió que era mejor que el perro se quedara con Kevin, especialmente después de darse cuenta del vínculo existente entre los dos.
- La serie de televisión Smallville presentó al personaje en el episodio titulado "Krypto" durante su cuarta temporada. Aunque en esta versión, los poderes de Krypto parecen estar limitados a la fuerza, desarrollados como producto de experimentos con kryptonita en Luther Corp, y son temporales. El perro es encontrado por una adolescente Lois Lane y llevado a la granja de Kent. En la escena final, cuando la familia Kent y Lois se deciden por un nombre, Lois coloca una toalla roja alrededor del perro después de darle un baño, que imita una capa. Clark considera nombrarlo "Krypto". Cuando Lex pregunta el significado detrás del nombre, Clark dice que se debe a sus orígenes crípticos. A Lois no le gusta el nombre y le dice: "Puedes llamar a tu próximo perro Krypto".Después de uno de los viejos perros de Marta. Clark siente que era un nombre mejor que Lois: "Clarky".
- La serie animada Legion of Super-Heroes ha presentado criaturas con el mismo diseño que el Krypto de Bizarro, aunque son más grandes. Un perro de apariencia casi idéntica a la versión estándar de Krypto apareció en el episodio "Mensaje en una botella", en la ciudad reducida de Kandor. Lame la cabeza de Supermán para despertarlo después de que Imperiex lo haya eliminado. Cuando Brainiac 5 convierte el sol de Kandor de rojo a amarillo, energizando a los habitantes descendientes del Krypton de la ciudad, este perro también recibe superpoderes.
- Krypto aparece en el episodio de Batman: The Brave and the Bold, "¡La batalla de los superhéroes!". Cuando Supermán se convierte en malvado con el collar de Kryptonita Roja que Lex Luthor le dio sin saberlo a Lois Lane, Krypto se une a Batman para detener a Supermán hasta que desaparezcan los efectos de la Kryptonita Roja.
- En la serie animada Young Justice, el episodio "Alpha Male" Superboy adopta un lobo blanco genéticamente alterado. Kid Flash sugiere nombrar al animal "Krypto", al que Miss Martian responde que el nombre ya está en uso. Superboy decide llamarlo Lobo en su lugar. En episodios posteriores, se muestra que Lobo tiene muchas similitudes con Krypto, como la superfuerza y su asociación con Superboy.
- Krypto aparece en el boceto de "DC Super-Pets" de DC Nation Shorts, con la voz de David Kaye.
- Krypto aparece por primera vez en el episodio "Best Day Ever" de Justice League Action, con la voz de Jason J. Lewis. Más tarde aparece en el episodio "Unleashed", frustrando el Dex-Starr de Red Lantern con la ayuda de Streaky, el Supergato.
- Krypto aparece en Teen Titans Go!, episodio "Justice League's Next Top Talent Idol Star: Justice League Edition".
- Krypto aparece en el clímax de "Dick Grayson" del DC Universe Titans, interpretado por los perros actores Wrigley, Digby y Lacey.[56] Esta versión es un golden retriever y sujeto de prueba de Laboratorios Cadmus mantenido en una jaula alimentada con Kryptonita antes de ser rescatado por Conner y unirse a los Titanes durante la segunda temporada. Después de que los Titanes se disuelven, Krypto acompaña a Superboy en su encuentro con Superman.
- Krypto aparece en el episodio de DC Super Hero Girls "#BeastsInShow", con sus efectos vocales interpretados por Dee Bradley Baker. Él es la mascota de Kara Danvers y tiene poderes similares a los de ella; Además, su orina puede corroer el metal. Kara lo inscribe en la "44ª exposición canina anual del Metrópolis Kennel Club" para competir contra el perro de Babs, Ace. Después de la exposición canina es interrumpida por dos hienas que huyeron de Harley Quinn. Krypto y Ace luchan juntos contra las hienas, y Krypto las echa de la exposición canina. El locutor anuncia que el ganador es "Waffles el Pomeranian", y Kara y Babs se quejan de que incluso el perro del otro es mejor que eso. Se sonríen el uno al otro y la toma llega a Pelham Park, donde Kara y Babs están de acuerdo en que ambos perros son mejores, y el episodio termina con Kara y Babs gritando "chicos malos" a los perros mientras persiguen a un gato.
- Krypto aparece en la cuarta temporada y final de la serie Superman & Lois. Esta versión es un Golden Retriever normal que Clark adopta poco después de la muerte de Lois. Además, un gato llamado Otpyrk, hace apariciones menores en la segunda temporada como habitante del Mundo Inverso.

### Cine
- Krypto hace una breve aparición en la película animada Superman/Batman: Apocalypse. En la historia, reacciona agresivamente ante la repentina llegada de Kara Zor-El a la Fortaleza de la Soledad. Antes de que pueda causarle algún daño, Superman lo detiene y le pide que deje de molestarla. Sin embargo, Batman —también presente— respalda la reacción del perro, afirmando que confía en sus instintos.
- Krypto tiene un cameo en Teen Titans Go! to the Movies, donde aparece como uno de los muchos superhéroes que reciben su propia película.
- En DC Liga de Supermascotas, Krypto es uno de los protagonistas y cuenta con la voz de Dwayne Johnson.[57] En esta versión, acompaña a Kal-El en su cápsula de escape desde Krypton y continúa siendo su fiel compañero en la Tierra, adoptando el alias terrestre de "Bark Kent".
- Krypto también aparece en Batman and Superman: Battle of the Super Sons, en la que protege la Fortaleza de la Soledad. Al detectar la presencia de Jonathan Kent y Damian Wayne, los ataca pensando que son intrusos, hasta que un holograma de Jor-El interviene y le indica que Jonathan es el hijo de Kal-El.
- En Scooby-Doo! And Krypto, Too!,[58] Krypto se une a Scooby-Doo y al equipo de Misterios S.A. para investigar la misteriosa desaparición de la Liga de la Justicia.
- Krypto es representado en películas del Universo DC (DCU), el universo cinematográfico supervisado por DC Studios. La versión cinematográfica del personaje está parcialmente inspirada en Ozu, el perro del director James Gunn, a quien este adoptó durante el proceso de escritura del guion de Superman (2025).[59][60]
  - Krypto hará su debut en acción real en Superman (2025), dirigida por Gunn, como parte del relanzamiento del Universo DC.[61][62]
  - Se ha confirmado su aparición Supergirl: Woman of Tomorrow (2026), dirigida por Craig Gillespie.[63][64]

### Videojuegos
- Krypto aparece en DC Universe Online. En las campañas de héroes y villanos, Krypto ayuda a los jugadores en ambas campañas a combatir las fuerzas de Brainiac cuando invaden la Fortaleza de la Soledad.
- Krypto fue mencionado en Lego Batman 2: DC Super Heroes.
- Krypto aparece como un personaje jugable en Lego Batman 3: Beyond Gotham.
- Krypto aparece como un personaje jugable en Infinite Crisis, con la voz de Frederick Theodore Posenor III. Se convirtió en un personaje que se puede comprar en el juego gratuito el 26 de marzo de 2015.
- Krypto se estableció originalmente para aparecer como un personaje jugable en Injustice 2, pero se eliminó del juego por razones desconocidas.[65] Aunque no apareció en la historia, Krypto se menciona en el diálogo previo a la batalla con Bizarro.
- Krypto aparece como un personaje jugable en Lego DC Super-Villains.
- Kryto aparece en Fortnite en 2025, en el Capítulo 6 - Temporada 3 de Battle Royale de Fortnite: Superhéroes!

### Serie web
- Krypto aparece en DC Super Hero Girls, con sus efectos vocales proporcionados por un Frank Welker no acreditado.

### Libros
- En 2011, Capstone Publishers comenzó a publicar una serie de libros de DC Super-Pets ilustrados por Art Baltazar.[66] Streaky empieza en Pooches of Power escrita por Sarah Stephens y dibujada por Baltazar.[67]

### En inglés
- https://web.archive.org/web/20150524134832/http://supermanica.wiki/index.php/Krypto
- http://smallville.wikia.com/wiki/Krypto
- http://www.superman-through-the-ages.com/portal/users/maggin/starwinds-howl/howl.php
- https://web.archive.org/web/20151028224846/http://www.superman-through-the-ages.com/portal/krypto/
- http://www.tv.com/krypto-the-superdog/show/27664/summary.html
- http://www.legionsofgotham.org/KRYPTO

- Datos: Q5136609
- Multimedia: Krypto / Q5136609